# ARA Buenos Aires (D-6)
Pour les autres navires du même nom, voir ARA Buenos Aires.
Pour les articles homonymes, voir D-6.
Le ARA Buenos Aires était le premier navire de sa classe de destroyers, basée sur la classe G de la Royal Navy, construit pour la marine argentine, en service de 1938 à 1971.

## Description
Le Buenos Aires déplaçait 1 353 tonnes longues (1 375 tonnes (t)) à charge normale et 2 010 tonnes longues (2 042 t) à charge pleine. Il avait une longueur hors-tout de 98,45 m, une largeur de 10,38 m et un tirant d'eau de 3,2 m. Il était propulsé par deux turbines à vapeur à engrenages Parsons, entraînant deux arbres, qui développaient une puissance totale de 34 000 chevaux-vapeur (25 000 kW) et donnaient une vitesse maximale de 36 nœuds (67 km/h). La vapeur pour les turbines était fournie par trois chaudières à trois tambours Admiralty. Il avait une autonomie de 4 100 milles nautiques (10 240 km) à 14 nœuds (28 km/h). Son effectif était de 130 officiers et hommes.
Le navire était équipé de quatre canons Mark IX de 4,7 pouces (120 mm) de calibre 45  montés sur des supports simples, désignés "A", "B", "X" et "Y" de l'avant à l'arrière. Pour la défense anti-aérienne (AA), le Buenos Aires avait 8 mitrailleuses Vickers Mark III de 0,5 pouce (12,7 mm). Il était équipé de deux supports quadruples de tubes lance-torpilles au-dessus de l'eau pour des torpilles de 21 pouces (533 mm).
La marine argentine l'a d'abord classé comme un "torpilleur" (en espagnol: torpedero), et dans les années 1950 comme un "destroyer" (en espagnol: destructore).

## Historique
Le Buenos Aires a été construit par le chantier naval Vickers Armstrong à Barrow-in-Furness en Angleterre et lancé le 21 septembre 1937. Après son achèvement, le 4 avril 1938, il a été remis à la marine argentine et est resté en service jusqu'à sa destruction en 1971.
Il est entré en service dans la marine en 1938 et a rejoint le 1er escadron de torpilleurs.
Le 16 septembre 1955, le Buenos Aires, sous le commandement du capitaine de frégate Eladio Vázquez, se rebelle dans le golfe Nuevo pour soutenir le coup d'État autoproclamé de la " Révolution libératrice ". Il a attaqué Mar del Plata et bloqué le trafic maritime dans l'estuaire du Río de la Plata.
Le matin du 21 mai 1958, le Buenos Aires se trouvait dans le golfe Nuevo et participait à des exercices anti-sous-marins de routine avec les croiseurs General Belgrano et Nueve de Julio, les destroyers Entre Ríos, Misiones et Santa Cruz, le navire-atelier Ingeniero Iribas et les remorqueurs Sanavirón et  Charrúa. En éclairant le Sanavirón avec ses capteurs, le Buenos Aires a détecté un sous-marin. Les destroyers se sont immédiatement attelés à la tâche de poursuivre l'intrus en bombardant la zone. Ils ont cherché jusqu'au coucher du soleil le jour suivant sans succès et ont abandonné la tâche.
Il a été désaffecté en 1971.

### Source
- (en) Cet article est partiellement ou en totalité issu de l’article de Wikipédia en anglais intitulé « ARA Buenos Aires (D-6) » (voir la liste des auteurs).